# محمد منير أظهر
محمد منير أظهر (بالإنجليزية: Muhammad Munir Azhar)‏ (1 أكتوبر 1941 - ) سياسي من باكستان. ينتمي إلى الرابطة الإسلامية الباكستانية. تولى منصب عضو الدورة ال 14 في الجمعية الوطنية في باكستان (منذ 1 يونيو 2013).